# R297-es főút (Oroszország)
Az R297 „Amur” főút (oroszul: Федеральная автомобильная дорога  «Амур») Oroszország egyik szövetségi jelentőségű autóútja Szibéria délkeleti részén, Csita–Birobidzsan–Habarovszk között, leágazással Blagovescsenszk felé. Hossza 2165 km. Korábban M58-as jelzésű főút volt, de a régi útszámozás 2018. január 1-vel érvényét vesztette.

## Útvonal
Csitánál kapcsolódik az R258-as „Bajkál” főúthoz. A városból délkelet felé kiindulva a Bajkálontúli határterületen, az Amuri területen, a Zsidó autonóm területen vezet keresztül és Habarovszknál belép a Habarovszki határterületre. Belogorszknál egy 125 km hosszú út ágazik le az Amur parti Blagovescsenszkbe.
Bajkálontúli határterület
- Csita
- Novotroick
- Csernisevszk
- Mogocsa
- Amazar

Amuri terület
- Szkovorogyino
- Nyever -->  „Léna” főút Jakutszk felé (Aldanon át)
- Magdagacsi
- Simanovszk
- Szvobodnij
- Belogorszk	--> Blagovescsenszk
- Zavityinszk
- Novoburejszkij

Zsidó autonóm terület
- Oblucsje
- Birobidzsan

Habarovszki határterület
- Habarovszk